# Chablis

Das Weinbaugebiet Chablis

Chablis ist eine Gemeinde im französischen Département Yonne (Region Bourgogne-Franche-Comté) in der Nähe von Auxerre und Pontigny. Die Gemeinde hat 2151 Einwohner (Stand 1. Januar 2022), verfügt über eine Grundfläche von 38,83 km² und liegt auf einer Höhe von 140 Metern über dem Meer. Chablis liegt am Ufer des Flusses Serein.

## Weinbau in Chablis
Siehe auch den Hauptartikel Chablis (Weinbaugebiet).
Das Chablis ist das nördlichste Weinbaugebiet in Burgund. Auf den Kalksteinhängen wird ausschließlich Chardonnay angebaut. Die Rebfläche verteilt sich auf Chablis und 19 angrenzende Gemeinden. Aktuell sind von den 6834 Hektar zugelassenen Landes gut 4500 Hektar bestockt. Der erzeugte Wein wird unter dem Namen Chablis vermarktet. Er ist fruchtig, trocken und von einer erfrischenden Säure. Chablis hat meist eine grün-goldene Farbe. Im Jahr 2002 betrug die Produktionsmenge insgesamt 264.175 Hektoliter. 
Trotz des sehr bekannten Namens war das Anbaugebiet nach 1961 nahezu verschwunden; 1957 und 1961 wurde ein Großteil der Reben durch Spätfröste zerstört. Die meisten der zerstörten Bestände wurden nicht erneuert, da die Spätfrostgefahr im Chablis jederzeit akut ist. Außerdem war der Arbeitsaufwand im Weinberg aufgrund der Steillagen sehr hoch. Erst die Entwicklung neuer Systeme zum Schutz der Reben vor Spätfrost sowie die zunehmende Mechanisierung führten zu einem Umdenken bei den Winzern und somit zu Neuanpflanzungen.
Es gibt vier verschiedene Qualitätsstufen, denen jeweils unterschiedliche Appellationen (AOCs) zugeordnet sind. Die Abstufungen erfolgten aufgrund der unterschiedlichen Qualität der Böden und des Kleinklimas:
- Die niedrigste Qualitätsstufe ist die Appellation Petit Chablis. Diese Weine verfügen über eine ausgeprägtere Säure als die der anderen Appellationen und sind weniger lagerfähig. 2002 wurden auf 623,56 ha 36.194 hl[1] erzeugt.
- Die mittlere Qualitätsstufe, die AOC Chablis, hat mit 178.483 hl auf 3.014 ha[1] den weitaus größten Anteil an der Gesamtproduktion.
- Es folgen die Chablis Premiers Crus. Insgesamt 79 Flurstücke mit 766 ha Fläche sind in 17 Climats (Lagen) zusammengefasst. Die Weine sind aromatischer als die einfachen Chablis; der Ertrag ist auf max. 50 hl/ha beschränkt. 2002 wurden 44.164 hl erzeugt[1]. Die bekanntesten Lagen heißen Fourchaume, Montée de Tonnerre, Mont de Milieu, Forêt, Butteaux, Côte de Léchet und Vaillons. Premiers Crus bauen im Keller ca. fünf Jahre lang aus.
- Die höchste Kategorie bilden die Chablis Grands Crus. Die Namen der sieben Grand-Cru-Lagen sind Blanchot (13,14 ha), Les Clos (26,96 ha), Valmur (12,89 ha), Grenouilles (9,38 ha), Vaudesir (16,83), Les Preuses (11,81 ha) und Bougros (15,86 ha). Der achte – inoffizielle –, Grand Cru La Moutonne (2,35 ha) liegt quasi innerhalb von Vaudesir und ist ein Monopol der Domaine Long-Depaquit. Die GC-Weine verfügen über einen höheren Alkoholgehalt als die Premiers Crus. Die Grand-Cru-Weine sollten zwischen 8 und 15 Jahren gelagert werden, damit sie ihre ganze Qualität entfalten können. Die Erntemenge betrug im Jahr 2002 zusammen 5.184 Hektoliter[1].

Obwohl die Weine aus Chablis alle aus der Rebsorte Chardonnay gekeltert werden, sind sie dennoch sehr variabel, weil die Winzer sehr verschiedene Methoden zum Ausbau der Weine verwenden. Die meisten vergären den Traubensaft in Stahltanks, andere bevorzugen neue oder auch bereits gebrauchte Barriquefässer.

## Gemeindepartnerschaften
- Oberwesel am Mittelrhein, Deutschland seit 1961
- Ferrières (Belgien)

## Sohne und Töchter der Gemeinde
- Jean-Joseph Grillot (1708–1765), Theologe
- Marie-Louise Butzig (1944–2017), Fußballspielerin
- Bruno Sotty (* 1949), Autorennfahrer